# Steffi Graf

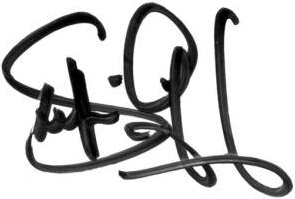
Firma de Steffi Graf

Stefanie Maria Graf (Mannheim, República Federal Alemana, 14 de junio de 1969), más conocida como Steffi Graf, es una extenista alemana. En 1988 se convirtió en la única persona en ganar el verdadero Golden Slam: derrotó a Chris Evert en el Abierto de Australia, a Natasha Zvereva en Roland Garros, a Martina Navratilova en Wimbledon, a Gabriela Sabatini en el Abierto de los Estados Unidos y nuevamente a Sabatini en la final de los Juegos Olímpicos de Seúl 1988. Es ampliamente considerada por diversos medios y especialistas como una de las mejores tenistas de la historia. Fue campeona mundial en siete ocasiones por la ITF: 1987, 1988, 1989, 1990, 1993, 1995 y 1996. En 1999 la Associated Press la nombró "mejor tenista del siglo XX".
Ostenta los récords de 377 semanas totales como número 1 del ranking WTA y 186 en forma consecutiva (compartido con la jugadora estadounidense Serena Williams), habiendo finalizado en esa posición en 8 temporadas: 1987, 1988, 1989, 1990, 1993, 1994, 1995 y 1996.
Ganó 22 títulos individuales de Grand Slam entre 1987 y 1999. Cuatro veces en el Abierto de Australia, seis en Roland Garros, siete en Wimbledon y cinco en Estados Unidos. También es la única tenista mujer u hombre en haber ganado como mínimo 4 veces cada uno de los torneos de Grand Slam y en todas las superficies.
Ganó un total de 107 torneos WTA, entre ellos 18 Tier I y cinco WTA Tour Championships (ex Masters femenino), así como 11 torneos de dobles.
Está casada con el también extenista y ex número uno Andre Agassi, quien también consiguió el Golden Slam, aunque en el total de su carrera, no en un solo año como lo hizo Graf.

## Carrera
Steffi Graf comenzó a jugar al tenis a la edad de 3 años. Después de ganar las copas "Junior" de Alemania y Europa, comenzó a jugar de forma profesional el 18 de octubre de 1982. Al día siguiente, perdió contra Tracy Austin (4-6, 0-6). 
Steffi Graf participó en los Juegos Olímpicos de Los Ángeles 1984 (con 15 años) y ganó la medalla de oro al derrotar en la final a la yugoslava Sabrina Goles por 1-6, 6-3, 6-4. Sin embargo, su medalla no computó en el medallero oficial al ser el tenis, en esta edición, todavía un deporte de exhibición.
Steffi ganó su primer título el 13 de abril de 1986, venciendo a Chris Evert en el Family Circle Cup. Graf ganó 107 torneos WTA, ocupando la tercera posición en la lista de torneos ganados, detrás de Navratilova (167) y Evert (157).
Graf se convirtió en la jugadora número 1 del mundo el 17 de agosto de 1987, y se mantuvo en esa posición hasta el 10 de marzo de 1991, es decir 186 semanas consecutivas, lo cual es un récord inigualado. En total, estuvo en esa posición número 1 durante 377 semanas.
Es la única jugadora (tanto entre mujeres como hombres) en haber ganado los cuatro torneos de Grand Slam dos veces en dos décadas diferentes; en defender el título con éxito y en ganar todos los torneos del Grand Slam al menos cuatro veces. El balance de victorias/derrotas de su carrera es 902-115. Entre junio de 1989 y mayo de 1990 encadenó 68 victorias consecutivas, lo que constituye la segunda mejor racha de la historia, superada tan solo por la que logró Martina Navratilova en 1984 (73 victorias). Además, durante las temporadas 1987, 1988 y 1989 perdió solamente siete partidos (tres contra Sabatini, dos contra Martina Navratilova, uno contra Pam Shriver y otro contra Arantxa Sánchez Vicario). Sus ganancias totales fueron de 20 130 835 de dólares. 
En la pista, su mejor arma era el golpe de derecha. Ejecutado de una forma muy poco ortodoxa, era un golpe potentísimo y muy preciso, con el que conseguía desbordar a sus rivales desde cualquier ángulo de la pista. Por el contrario, con su revés adolecía de falta de confianza, y sólo en muy contadas ocasiones utilizaba este golpe para ganar los puntos. No obstante, era capaz de ejecutar con gran precisión el revés cortado, que le servía para incomodar a su rival y que terminó siendo tan característico de su estilo como su potente derecha. Además, poseía un gran servicio y, aunque jugaba básicamente desde el fondo de la pista, voleaba con precisión. Al margen de sus golpes, hay que destacar su velocidad y su juego de piernas, que le permitían desplazarse muy rápidamente hacia su izquierda y golpear de derecha bolas que normalmente se juegan de revés. 
Steffi ganó 7 títulos de Wimbledon por su carrera: 1988 (contra Martina Navratilova en la final), 1989 (también contra Martina), 1991 (contra Sabatini), 1992 (contra Monica Seles), 1993 (contra Jana Novotna), 1995 (contra Arantxa Sánchez Vicario), y 1996 (también contra Arantxa). En la individual femenino final de 1991 Wimbledon, Steffi derrotó a Sabatini 6-4, 3-6, 8-6. En el tercer set de aquella final, Sabatini servía dos veces para ganar el partido, e incluso estuvo a sólo 2 puntos de ganar el título, pero Steffi logró remontar para vencer a Sabatini. En la individual femenino final de 1993 Wimbledon, Steffi derrotó a Jana 7-6, 1-6, 6-4. Uno conjunto de todo, con una ventaja de 1-4, que sirve a 40-30, Jana era sólo 5 puntos de ganar el Wimbledon. Pero Steffi remontó y ganó el set y el campeonato. En la individual femenino final de 1995 Wimbledon, Steffi derrotó a Arantxa 4-6, 6-1, 7-5. Arantxa perdió su servicio en el undécimo juego de la tercera manga aquel duró 20 minutos. Steffi venció su sexto Wimbledon título tras 2 horas y 2 minutos.
De entre sus mayores rivales, destaca Monica Seles, contra la que disputó seis finales de Grand Slam entre 1990 y 1996 (tres ganadas por Graf y tres por Seles, la más destacada de las cuales fue la de Roland Garros del año 1992, en la que Seles se impuso por 6-2, 3-6, 10-8, en un partido considerado de los mejores de la historia del tenis femenino). Esta rivalidad estuvo en riesgo de ser truncada el 30 de abril de 1993, cuando Monica Seles fue apuñalada en la espalda durante uno de los descansos del partido que disputaba contra la tenista búlgara Magdalena Maleeva, correspondiente al abierto de Hamburgo. Inicialmente se pensó que el ataque se había producido debido al conflicto existente en esos momentos en el país de Seles (Yugoslavia), aunque el agresor confesaría poco después que el atentado estaba motivado por el hecho de ser un admirador de Graf. Steffi visitó a Mónica en el hospital, pero nunca hizo comentarios públicos sobre el incidente. Igualmente memorables y épicas son los enfrentamientos de Steffi Graf contra Martina Navratilova con la cual disputó 6 finales de Grand Slam de las cuales obtuvo el triunfo en cuatro de ellas. Como asimismo, la argentina Sabatini, con quien sin embargo, conformó una mítica pareja de dobles. Quizás junto a todas ellas conforma el pelotón de las raquetas femeninas con más técnica de la historia del tenis.
En el año de 1999 la Associated Press en su libro de récords de tenis del siglo XX y la nombró, por abrumadora mayoría, como la mejor jugadora de tenis del siglo XX y eso era natural, dado sus extraordinarios logros de entre los cuales se pueden mencionar los 22 títulos de Grand Slam, segunda en cantidad, tanto en hombres como mujeres, por detrás de los 24 de Margaret Smith. Es además una de las tres mujeres que consiguieron el Grand Slam y en 1988 se convirtió en la única persona en haber logrado el Golden Slam, ganando los 4 Grand Slam y la medalla olímpica en Seúl. Además es, de los 5 tenistas que han ganado el Grand Slam, la única en ganarlo en cuatro superficies diferentes y poseer al menos 4 trofeos de cada uno de ellos. Además de lo anterior, Graf se convirtió en la jugadora número 1 del mundo el 17 de agosto de 1987, y se mantuvo en esa posición por un tiempo récord de 186 semanas, hasta el 10 de marzo de 1991. En total, estuvo en la posición 1 durante 337 semanas. También ostenta el récord de terminar el año como número uno más veces: ocho. La alemana Steffi Graf para muchos, gracias a su impresionante carrera, es considerada la mejor tenista de la historia, se retiró siendo la número tres del mundo con 30 años, la jugadora con mejor posición al retirarse. Una serie de lesiones la obligaron a dejar la actividad, dejando así la duda para siempre de qué más hubiera logrado. 
Graf es "Embajadora" de WWF. Creó y patrocina la fundación "Children for Tomorrow", que se dedica a proyectos de asistencia para niños y familias víctimas de la guerra y persecuciones. 

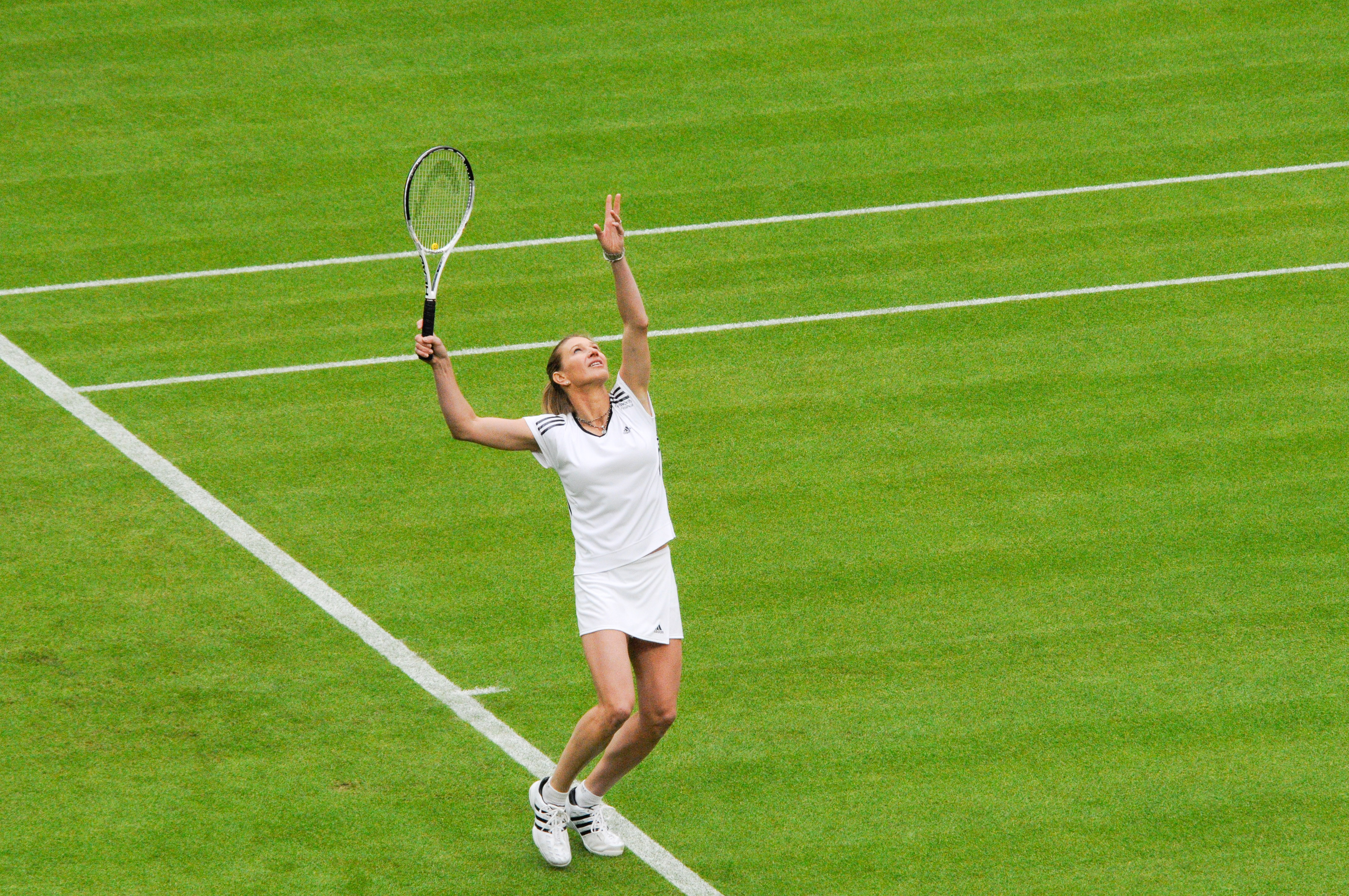
Steffi Graf durante un evento especial en Wimbledon 2009.

Steffi se retiró del tenis profesional el 13 de agosto de 1999, tras abandonar, por lesión, su primer partido en el torneo de San Diego, que disputaba contra Amy Frazier. Su último partido completo fue la final de Wimbledon de ese mismo año, que perdió contra la norteamericana Lindsay Davenport (4-6, 5-7). Unas semanas antes, Graf se alzó con su último título de Roland Garros, en una memorable final contra la entonces número 1, Martina Hingis (4-6, 7-5, 6-2) la cual perdió su estabilidad emocional y rompió en llanto incontenible al ver que una victoria que tenía a la mano se la arrebató Steffi mediante un extraordinario juego y su gran estabilidad mental; en las rondas anteriores, había derrotado también a la número 2 (Lindsay Davenport) y a la número 3 (Monica Seles). Años después, en una entrevista concedida por el periódico ABC, Graf dijo que esta victoria de Roland Garros contra Hingis, era su más querida de todos los Grand Slam que había ganado.
En esa misma edición del torneo francés, el vencedor masculino fue Andre Agassi, el que poco después se convertiría en su marido. La pareja se casó el 22 de octubre de 2001 en su casa de Las Vegas, Nevada con solamente las madres de ambos como testigos. El 26 de octubre de 2001 nació su primer hijo, prematuro de 6 semanas antes de término. El segundo descendiente de la pareja fue su hija Jaz Elle, que nació el 3 de octubre de 2003.
Graf es también conocida por su sentido del humor. Durante una ardua semifinal en Wimbledon contra Kimiko Date, Graf estaba preparándose para el saque cuando un espectador gritó "¡Steffi!". Todos los presentes, incluyendo Steffi, comenzaron a reír. Cuando estuvo lista para hacer el servicio otra vez, el espectador volvió a gritar "¡Steffi! ¿Te casarías conmigo?" El estadio entero reía y el juego se retrasó unos minutos. Steffi se preparó para sacar nuevamente, botó la pelota contra el suelo, se giró hacia el espectador y le gritó "¿Cuánto dinero tiene?". Steffi Graf perdió el set 2-6, pero ganó el partido 6-2, 2-6 y 6-3 para llegar a la final, donde derrotó a Arantxa Sánchez Vicario.
Steffi fue galardonada con el premio de la BBC Sports a la "Personalidad del año" en 1988 y recibió el Premio Príncipe de Asturias de los Deportes en 1999.

## Torneos del Grand Slam (23; 22+1)

### Individuales (22)
Graf jugó 31 finales de Grand Slam, en las que enfrentó a 11 rivales; Navratilova, Evert, Zvereva, Sabatini, Suková, Mary Joe Fernández, Seles, Novotná, Sánchez Vicario, Hingis, Davenport.

#### Títulos
| Año  | Torneo                   | Oponente                | Resultado      |
| 1987 | Roland Garros            | Martina Navratilova     | 6-4, 4-6, 8-6  |
| 1988 | Abierto de Australia     | Chris Evert             | 6-1, 7-6       |
| 1988 | Roland Garros (2)        | Natasha Zvereva         | 6-0, 6-0       |
| 1988 | Wimbledon                | Martina Navratilova     | 5-7, 6-2, 6-1  |
| 1988 | Abierto de EE. UU.       | Gabriela Sabatini       | 6-3, 3-6, 6-1  |
| 1989 | Abierto de Australia (2) | Helena Suková           | 6-4, 6-4       |
| 1989 | Wimbledon (2)            | Martina Navratilova     | 6-2, 6-7, 6-1  |
| 1989 | Abierto de EE. UU. (2)   | Martina Navratilova     | 3-6, 7-5, 6-1  |
| 1990 | Abierto de Australia (3) | Mary Joe Fernández      | 6-3, 6-4       |
| 1991 | Wimbledon (3)            | Gabriela Sabatini       | 6-4, 3-6, 8-6  |
| 1992 | Wimbledon (4)            | Monica Seles            | 6-2, 6-1       |
| 1993 | Roland Garros (3)        | Mary Joe Fernández      | 4-6, 6-2, 6-4  |
| 1993 | Wimbledon (5)            | Jana Novotná            | 7-6, 1-6, 6-4  |
| 1993 | Abierto de EE. UU. (3)   | Helena Suková           | 6-3, 6-3       |
| 1994 | Abierto de Australia (4) | Arantxa Sánchez Vicario | 6-0, 6-2       |
| 1995 | Roland Garros (4)        | Arantxa Sánchez Vicario | 7-5, 4-6, 6-0  |
| 1995 | Wimbledon (6)            | Arantxa Sánchez Vicario | 4-6, 6-1, 7-5  |
| 1995 | Abierto de EE. UU. (4)   | Monica Seles            | 7-6, 0-6, 6-3  |
| 1996 | Roland Garros (5)        | Arantxa Sánchez Vicario | 6-3, 6-7, 10-8 |
| 1996 | Wimbledon (7)            | Arantxa Sánchez Vicario | 6-3, 7-5       |
| 1996 | Abierto de EE. UU. (5)   | Monica Seles            | 7-5, 6-4       |
| 1999 | Roland Garros (6)        | Martina Hingis          | 4-6, 7-5, 6-2  |

#### Finalista (9)
| Año  | Torneo                 | Oponente                | Resultado      |
| 1987 | Wimbledon              | Martina Navratilova     | 7-5, 6-3       |
| 1987 | Abierto de EE. UU.     | Martina Navratilova     | 7-6, 6-1       |
| 1989 | Roland Garros          | Arantxa Sánchez Vicario | 7-6, 3-6, 7-5  |
| 1990 | Roland Garros (2)      | Monica Seles            | 7-6, 6-4       |
| 1990 | Abierto de EE. UU. (2) | Gabriela Sabatini       | 6-2, 7-6       |
| 1992 | Roland Garros (3)      | Monica Seles            | 6-2, 3-6, 10-8 |
| 1993 | Abierto de Australia   | Monica Seles            | 4-6, 6-3, 6-2  |
| 1994 | Abierto de EE. UU. (3) | Arantxa Sánchez Vicario | 1-6, 7-6, 6-4  |
| 1999 | Wimbledon (2)          | Lindsay Davenport       | 6-4, 7-5       |

### Dobles (1)

#### Títulos
| Año  | Torneo    | Pareja            | Contrincantes                  | Resultado       |
| 1988 | Wimbledon | Gabriela Sabatini | Larisa Neiland Natasha Zvereva | 6-3, 1-6, 12-10 |

#### Finalista (3)
| Año  | Torneo            | Pareja            | Contrincantes                        | Resultado |
| 1986 | Roland Garros     | Gabriela Sabatini | Martina Navratilova Andrea Temesvári | 6-1, 6-2  |
| 1987 | Roland Garros (2) | Gabriela Sabatini | Martina Navratilova Pam Shriver      | 6-2, 6-1  |
| 1989 | Roland Garros (3) | Gabriela Sabatini | Larisa Neiland Natasha Zvereva       | 6-4, 6-4  |

## Torneos WTA (118; 107+11)

### Individual

#### Títulos  (107)
| Leyenda                   |
| ------------------------- |
| Tier I (16)               |
| Tier II (29)              |
| Tier III (9)              |
| Tier IV (8)               |
| VS (17)                   |
| Grand Slam (22)           |
| WTA Tour Championship (5) |
| Oro Olímpico (1)          |

| N.º  | Fecha                    | Torneo                   | Superficie    | Oponente en la final      | Resultado               |
| 1.   | 13 de abril de 1986      | Charleston               | Tierra batida | Chris Evert               | 6–4, 7–5                |
| 2.   | 29 de abril de 1986      | Amelia Island            | Tierra batida | Claudia Kilsch            | 6–4, 5–7, 7–6(3)        |
| 3.   | 3 de mayo de 1986        | Indianápolis             | Tierra batida | Gabriela Sabatini         | 2–6, 7–6(5), 6–4        |
| 4.   | 19 de mayo de 1986       | Berlín                   | Tierra batida | Martina Navratilova       | 6–2, 6–3                |
| 5.   | 24 de agosto de 1986     | Nueva Jersey             | Dura          | Molly van Nostrand        | 7–5, 6–1                |
| 6.   | 14 de septiembre de 1986 | Tokio                    | Dura          | Manuela Maleeva           | 6–4, 6–2                |
| 7.   | 12 de octubre de 1986    | Zúrich                   | Dura          | Helena Suková             | 4–6, 6–2, 6–4           |
| 8.   | 26 de octubre de 1986    | Brighton                 | Dura          | Catarina Lindqvist        | 6–3, 6–3                |
| 9.   | 22 de febrero de 1987    | Boca Raton               | Dura          | Helena Suková             | 6–2, 6–3                |
| 10.  | 8 de marzo de 1987       | Miami                    | Dura          | Chris Evert               | 6–1, 6–2                |
| 11.  | 12 de abril de 1987      | Charleston               | Tierra batida | Manuela Maleeva-Fragniere | 6–2, 4–6, 6–3           |
| 12.  | 19 de abril de 1987      | Amelia Island            | Tierra batida | Hana Mandlíková           | 6–3, 6–4                |
| 13.  | 10 de mayo de 1987       | Roma                     | Tierra batida | Gabriela Sabatini         | 7–5, 4–6, 6–0           |
| 14.  | 17 de mayo de 1987       | Berlín                   | Tierra batida | Claudia Kohde-Kilsch      | 6–2, 6–3                |
| 15.  | 6 de junio de 1987       | Roland Garros            | Tierra batida | Martina Navratilova       | 6–4, 4–6, 8–6           |
| 16.  | 16 de agosto de 1987     | Los Ángeles              | Dura          | Chris Evert               | 6–3, 6–4                |
| 17.  | 27 de septiembre de 1987 | Hamburgo                 | Tierra batida | Isabel Cueto              | 6–2, 6–2                |
| 18.  | 1 de noviembre de 1987   | Zúrich                   | Dura          | Hana Mandlíková           | 6–2, 6–2                |
| 19.  | 2 de noviembre de 1987   | WTA Tour Championships   | Dura          | Gabriela Sabatini         | 4–6, 6–4, 6–0, 6–4      |
| 20.  | 24 de enero de 1988      | Australian Open          | Dura          | Chris Evert               | 6–1, 7–6(3)             |
| 21.  | 6 de marzo de 1988       | San Antonio              | Dura          | Katerina Maleeva          | 6–4, 6–1                |
| 22.  | 27 de marzo de 1988      | Miami                    | Dura          | Chris Evert               | 6–4, 6–4                |
| 23.  | 15 de mayo de 1988       | Berlín                   | Tierra batida | Helena Suková             | 6–3, 6–2                |
| 24.  | 5 de junio de 1988       | Roland Garros            | Tierra batida | Natasha Zvereva           | 6–0, 6–0                |
| 25.  | 3 de julio de 1988       | Wimblebon                | Hierba        | Martina Navratilova       | 6-2 6-7 6-1             |
| 26.  | 31 de julio de 1988      | Hamburgo                 | Tierra batida | Katerina Maleeva          | 6–4, 6–2                |
| 27.  | 28 de agosto de 1988     | Nueva Jersey             | Dura          | Nathalie Tauziat          | 6–0, 6–1                |
| 28.  | 11 de septiembre de 1988 | US Open                  | Dura          | Gabriela Sabatini         | 6–3, 3–6, 6–1           |
| 29.  | 2 de octubre de 1988     | Juegos Olímpicos de Seúl | Dura          | Gabriela Sabatini         | 6–3, 6–3                |
| 30.  | 30 de octubre de 1988    | Brighton                 | Dura          | Manuela Maleeva-Fragniere | 6–2, 6–0                |
| 31.  | 29 de enero de 1989      | Australian Open          | Dura          | Helena Suková             | 6–4, 6–4                |
| 32.  | 19 de febrero de 1989    | Washington D. C.         | Dura          | Zina Garrison Jackson     | 6–1, 7–5                |
| 33.  | 5 de marzo de 1989       | San Antonio              | Dura          | Ann Henricksson           | 6–1, 6–4                |
| 34.  | 19 de marzo de 1989      | Boca Raton               | Dura          | Chris Evert               | 4–6, 6–2, 6–3           |
| 35.  | 9 de abril de 1989       | Charleston               | Tierra batida | Natasha Zvereva           | 6–1, 6–1                |
| 36.  | 7 de mayo de 1989        | Hamburgo                 | Tierra batida | Jana Novotná              | walkover                |
| 37.  | 21 de mayo de 1989       | Berlín                   | Tierra batida | Gabriela Sabatini         | 6–3, 6–1                |
| 38.  | 9 de julio de 1989       | Wimblebon                | Hierba        | Martina Navratilova       | 6–2, 6–7(1), 6–1        |
| 39.  | 6 de agosto de 1989      | San Diego                | Dura          | Zina Garrison Jackson     | 6–4, 7–5                |
| 40.  | 20 de agosto de 1989     | Nueva Jersey             | Dura          | Andrea Temesvári          | 7–5, 6–2                |
| 41.  | 10 de septiembre de 1989 | US Open                  | Dura          | Martina Navratilova       | 3–6, 7–5, 6–1           |
| 42.  | 22 de octubre de 1989    | Zúrich                   | Dura          | Jana Novotná              | 6–1, 7–6(6)             |
| 43.  | 29 de octubre de 1989    | Brighton                 | Dura          | Monica Seles              | 7–5, 6–4                |
| 44.  | 19 de noviembre de 1989  | WTA Tour Championships   | Dura          | Martina Navratilova       | 6–4, 7–5, 2–6, 6–2      |
| 45.  | 28 de enero de 1990      | Australian Open          | Dura          | Mary Joe Fernández        | 6–3, 6–4                |
| 46.  | 4 de febrero de 1990     | Tokio                    | Dura          | Arantxa Sánchez Vicario   | 6–1, 6–2                |
| 47.  | 15 de abril de 1990      | Amelia Island            | Tierra batida | Arantxa Sánchez Vicario   | 6–1, 6–0                |
| 48.  | 6 de mayo de 1990        | Hamburgo                 | Tierra batida | Arantxa Sánchez Vicario   | 5–7, 6–0, 6–1           |
| 49.  | 5 de agosto de 1990      | Montreal                 | Dura          | Katerina Maleeva          | 6–1, 6–7(6), 6–3        |
| 50.  | 12 de agosto de 1990     | San Diego                | Dura          | Manuela Maleeva-Fragniere | 6–3, 6–2                |
| 51.  | 30 de septiembre de 1990 | Leipzig                  | Dura          | Arantxa Sánchez Vicario   | 6–1, 6–1                |
| 52.  | 14 de octubre de 1990    | Zúrich                   | Dura          | Gabriela Sabatini         | 6–3, 6–2                |
| 53.  | 28 de octubre de 1990    | Brighton                 | Dura          | Helena Suková             | 7–5, 6–3                |
| 54.  | 11 de noviembre de 1990  | Massachusetts            | Dura          | Gabriela Sabatini         | 7–6(5) 6–3              |
| 55.  | 31 de marzo de 1991      | San Antonio              | Dura          | Monica Seles              | 6–4, 6–3                |
| 56.  | 5 de mayo de 1991        | Hamburgo                 | Tierra batida | Monica Seles              | 7–5, 6–7(4), 6–3        |
| 57.  | 19 de mayo de 1991       | Berlín                   | Tierra batida | Arantxa Sánchez Vicario   | 6–3, 4–6, 7–6(6)        |
| 58.  | 7 de julio de 1991       | Wimblebon                | Hierba        | Gabriela Sabatini         | 6–4, 3–6, 8–6           |
| 59.  | 6 de octubre de 1991     | Leipzig                  | Dura          | Jana Novotná              | 6–3, 6–3                |
| 60.  | 13 de octubre de 1991    | Zúrich                   | Dura          | Nathalie Tauziat          | 6–4, 6–4                |
| 61.  | 27 de octubre de 1991    | Brighton                 | Dura          | Zina Garrison Jackson     | 5–7, 6–4, 6–1           |
| 62.  | 8 de marzo de 1992       | Boca Ratón               | Dura          | Conchita Martínez         | 3–6, 6–2, 6–0           |
| 63.  | 3 de mayo de 1992        | Hamburgo                 | Tierra batida | Arantxa Sánchez Vicario   | 7–6(5), 6–2             |
| 64.  | 17 de mayo de 1992       | Berlín                   | Tierra batida | Arantxa Sánchez Vicario   | 4–6, 7–5, 6–2           |
| 65.  | 5 de julio de 1992       | Wimbledon                | Hierba        | Monica Seles              | 6–2, 6–1                |
| 66.  | 4 de octubre de 1992     | Leipzig                  | Dura          | Jana Novotná              | 6–3, 1–6, 6–4           |
| 67.  | 11 de octubre de 1992    | Zúrich                   | Dura          | Martina Navratilova       | 2–6, 7–5, 7–5           |
| 68.  | 25 de octubre de 1992    | Brighton                 | Dura          | Jana Novotná              | 4–6, 6–4, 7–6(3)        |
| 69.  | 15 de noviembre de 1992  | Filadelfia               | Dura          | Arantxa Sánchez Vicario   | 6–3, 3–6, 6–1           |
| 70.  | 7 de marzo de 1993       | Delray Beach             | Dura          | Arantxa Sánchez Vicario   | 6–4, 6–3                |
| 71.  | 4 de abril de 1993       | Charleston               | Tierra batida | Arantxa Sánchez Vicario   | 7–6(8), 6–1             |
| 72.  | 16 de mayo de 1993       | Berlín                   | Tierra batida | Gabriela Sabatini         | 7–6(3), 2–6, 6–4        |
| 73.  | 6 de junio de 1993       | Roland Garros            | Tierra batida | Mary Joe Fernández        | 4–6, 6–2, 6–4           |
| 74.  | 4 de julio de 1993       | Wimbledon                | Hierba        | Jana Novotná              | 7–6(6), 1–6, 6–4        |
| 75.  | 8 de agosto de 1993      | San Diego                | Dura          | Arantxa Sánchez Vicario   | 6–4, 4–6, 6–1           |
| 76.  | 22 de agosto de 1993     | Montreal                 | Dura          | Jennifer Capriati         | 6–1, 0–6, 6–3           |
| 77.  | 12 de septiembre de 1993 | US Open                  | Dura          | Helena Suková             | 6–3, 6–3                |
| 78.  | 3 de octubre de 1993     | Leipzig                  | Dura          | Jana Novotná              | 6–2, 6–0                |
| 79.  | 21 de noviembre de 1993  | WTA Tour Championships   | Dura          | Arantxa Sánchez Vicario   | 6–1, 6–4, 3–6, 6–1      |
| 80.  | 30 de enero de 1994      | Australian Open          | Dura          | Arantxa Sánchez Vicario   | 6–0, 6–2                |
| 81.  | 6 de febrero de 1994     | Tokio                    | Dura          | Martina Navratilova       | 6–2, 6–4                |
| 82.  | 27 de febrero de 1994    | Indian Wells             | Dura          | Amanda Coetzer            | 6–0, 6–4                |
| 83.  | 6 de marzo de 1994       | Delray Beach             | Dura          | Arantxa Sánchez Vicario   | 6–3, 7–5                |
| 84.  | 20 de marzo de 1994      | Miami                    | Dura          | Natasha Zvereva           | 4–6, 6–1, 6–2           |
| 85.  | 15 de mayo de 1994       | Berlín                   | Tierra batida | Brenda Schultz-McCarthy   | 7–6(3), 6–4             |
| 86.  | 7 de agosto de 1994      | San Diego                | Dura          | Arantxa Sánchez Vicario   | 6–2, 6–1                |
| 87.  | 19 de febrero de 1995    | Open Gaz de France       | Dura          | Mary Pierce               | 6–2, 6–2                |
| 88.  | 12 de marzo de 1995      | Delray Beach             | Dura          | Conchita Martínez         | 6–2, 6–4                |
| 89.  | 26 de marzo de 1995      | Miami                    | Dura          | Kimiko Date               | 6–1, 6–4                |
| 90.  | 16 de abril de 1995      | Houston                  | Tierra batida | Asa Carlsson              | 6–1, 6–1                |
| 91.  | 11 de junio de 1995      | Roland Garros            | Tierra batida | Arantxa Sánchez Vicario   | 7–5, 4–6, 6–0           |
| 92.  | 9 de julio de 1995       | Wimblebon                | Hierba        | Arantxa Sánchez Vicario   | 4–6, 6–1, 7–5           |
| 93.  | 10 de septiembre de 1995 | US Open                  | Dura          | Monica Seles              | 7–6(6), 0–6, 6–3        |
| 94.  | 12 de noviembre de 1995  | Filadelfia               | Dura          | Lori McNeil               | 6–1, 4–6, 6–3           |
| 95.  | 19 de noviembre de 1995  | WTA Tour Championships   | Dura          | Anke Huber                | 6–1, 2–6, 6–1, 4–6, 6–3 |
| 96.  | 17 de marzo de 1996      | Indian Wells             | Dura          | Conchita Martínez         | 7–6(5), 7–6(5)          |
| 97.  | 31 de marzo de 1996      | Miami                    | Dura          | Chanda Rubin              | 6–1, 6–3                |
| 98.  | 19 de mayo de 1996       | Berlín                   | Tierra batida | Karina Habsudova          | 4–6, 6–2, 7–5           |
| 99.  | 9 de junio de 1996       | Roland Garros            | Tierra batida | Arantxa Sánchez Vicario   | 6–3, 6–7(4), 10-8       |
| 100. | 7 de julio de 1996       | Wimblebon                | Hierba        | Arantxa Sánchez Vicario   | 6–3, 7–5                |
| 101. | 8 de septiembre de 1996  | US Open                  | Dura          | Monica Seles              | 7–5, 6–4                |
| 102. | 17 de noviembre de 1996  | WTA Tour Championships   | Dura          | Martina Hingis            | 6–3, 4–6, 6–0, 4–6, 6–0 |
| 103. | 15 de mayo de 1997       | Estrasburgo              | Tierra batida | Mirjana Lucic             | 6–2, 7–5                |
| 104. | 30 de agosto de 1998     | New Haven                | Dura          | Jana Novotná              | 6–4, 6–1                |
| 105. | 8 de noviembre de 1998   | Leipzig                  | Dura          | Nathalie Tauziat          | 6–3, 6–4                |
| 106. | 15 de noviembre de 1998  | Filadelfia               | Dura          | Lindsay Davenport         | 4–6, 6–3, 6–4           |
| 107. | 6 de junio de 1999       | Roland Garros            | Tierra batida | Martina Hingis            | 4–6, 7–5, 6–2           |

#### Finalista (31)
| Leyenda                   |
| ------------------------- |
| Tier I (6)                |
| Tier II (8)               |
| Tier III (0)              |
| Tier IV (0)               |
| VS (6)                    |
| Grand Slam Title (9)      |
| WTA Tour Championship (1) |
| Plata olímpica (1)        |

| #   | Fecha                    | Torneo                        | Superficie    | Oponente en la final    | Resultado           |
| --- | ------------------------ | ----------------------------- | ------------- | ----------------------- | ------------------- |
| 1.  | 15 de octubre de 1984    | Stuttgart                     | Dura          | Catarina Lindqvist      | 6–1, 6–4            |
| 2.  | 20 de mayo de 1985       | Berlín                        | Tierra batida | Chris Evert             | 6–4, 7–5            |
| 3.  | 18 de agosto de 1985     | Nueva Jersey                  | Dura          | Kathy Rinaldi Stunkel   | 6–4, 3–6, 6–4       |
| 4.  | 6 de octubre de 1985     | Maybelline                    | Dura          | Martina Navratilova     | 6–3, 6–1            |
| 5.  | 3 de febrero de 1986     | Miami                         | Dura          | Chris Evert             | 6–3, 6–1            |
| 6.  | 23 de febrero de 1986    | Miami                         | Dura          | Chris Evert             | 6–4, 6–2            |
| 7.  | 23 de noviembre de 1986  | WTA Tour Championships        | Dura          | Martina Navratilova     | 7–6(3), 6–2         |
| 8.  | 5 de julio de 1987       | Wimblebon                     | Hierba        | Martina Navratilova     | 7–5, 6–3            |
| 9.  | 13 de septiembre de 1987 | US Open                       | Dura          | Martina Navratilova     | 7–6(4), 6–1         |
| 10. | 13 de marzo de 1988      | Boca Ratón                    | Dura          | Gabriela Sabatini       | 2–6, 6–3, 6–1       |
| 11. | 16 de abril de 1989      | Amelia Island                 | Tierra batida | Gabriela Sabatini       | 3–6, 6–3, 7–5       |
| 12. | 11 de junio de 1989      | Roland Garros                 | Tierra batida | Arantxa Sánchez Vicario | 7–6(6), 3–6, 7–5    |
| 13. | 20 de mayo de 1990       | Berlín                        | Tierra batida | Monica Seles            | 6–4, 6–3            |
| 14. | 10 de junio de 1990      | Roland Garros                 | Tierra batida | Monica Seles            | 7–6(6), 6–4         |
| 15. | 9 de septiembre de 1990  | US Open                       | Dura          | Gabriela Sabatini       | 6–2, 7–6(4)         |
| 16. | 10 de marzo de 1991      | Boca Ratón                    | Dura          | Gabriela Sabatini       | 6–4, 7–6(6)         |
| 17. | 14 de abril de 1991      | Amelia Island                 | Tierra batida | Gabriela Sabatini       | 7–5, 7–6(3)         |
| 18. | 12 de abril de 1992      | Amelia Island                 | Tierra batida | Gabriela Sabatini       | 6–2, 1–6, 6–3       |
| 19. | 7 de junio de 1992       | Roland Garros                 | Tierra batida | Monica Seles            | 6–2, 3–6, 10-8      |
| 20. | 9 de agosto de 1992      | Juegos Olímpicos de Barcelona | Tierra batida | Jennifer Capriati       | 3–6, 6–3, 6–4       |
| 21. | 31 de enero de 1993      | Australian Open               | Dura          | Monica Seles            | 4–6, 6–3, 6–2       |
| 22. | 21 de marzo de 1993      | Miami                         | Dura          | Arantxa Sánchez Vicario | 6–4, 3–6, 6–2       |
| 23. | 2 de mayo de 1993        | Hamburgo                      | Tierra batida | Arantxa Sánchez Vicario | 6–3, 6–3            |
| 24. | 14 de noviembre de 1993  | Filadelfia                    | Dura          | Conchita Martínez       | 6–3, 6–3            |
| 25. | 1 de mayo de 1994        | Hamburgo                      | Tierra batida | Arantxa Sánchez Vicario | 4–6, 7–6(3), 7–6(6) |
| 26. | 21 de agosto de 1994     | Montreal                      | Dura          | Arantxa Sánchez Vicario | 7–5, 1–6, 7–6(4)    |
| 27. | 11 de septiembre de 1994 | US Open                       | Dura          | Arantxa Sánchez Vicario | 1–6, 7–6(3), 6–4    |
| 28. | 17 de noviembre de 1996  | Filadelfia                    | Dura          | Jana Novotná            | 6–4, RET            |
| 29. | 2 de febrero de 1997     | Tokio                         | Dura          | Martina Hingis          | Walkover            |
| 30. | 14 de marzo de 1999      | Indian Wells                  | Dura          | Serena Williams         | 6–3, 3–6, 7–5       |
| 31. | 4 de julio de 1999       | Wimblebon                     | Hierba        | Lindsay Davenport       | 6–4, 7–5            |

### Dobles

#### Títulos (11)
| Leyenda                   |
| ------------------------- |
| Tier I (1)                |
| Tier II (2)               |
| Tier III (0)              |
| Tier IV (1)               |
| VS (6)                    |
| Grand Slam (1)            |
| WTA Tour Championship (0) |

| N.º | Fecha                    | Torneo        | Superficie    | Pareja            | Oponentes en la final                    | Resultado        |
| --- | ------------------------ | ------------- | ------------- | ----------------- | ---------------------------------------- | ---------------- |
| 1.  | 28 de abril de 1986      | Houston       | Tierra batida | Gabriela Sabatini | Gigi Fernández Robin White               | 6–2, 6–0         |
| 2.  | 12 de mayo de 1986       | Berlín        | Tierra batida | Helena Suková     | Martina Navratilova Andrea Temesvári     | 7–5, 6–2         |
| 3.  | 14 de septiembre de 1986 | Tokio         | Dura          | Bettina Bunge     | Katerina Maleeva Manuela Maleeva         | 6–1, 6–7(4), 6–2 |
| 4.  | 6 de octubre de 1986     | Zúrich        | Dura          | Gabriela Sabatini | Lori McNeil Alycia Moulton               | 1–6, 6–4, 6–4    |
| 5.  | 20 de octubre de 1986    | Brighton      | Hierba        | Helena Suková     | Tine Scheuer-Larsen Catherine Tanvier    | 6–4, 6–4         |
| 6.  | 13 de abril de 1987      | Amelia Island | Tierra batida | Gabriela Sabatini | Hana Mandlíková Wendy Turnbull           | 3–6, 6–3, 7–5    |
| 7.  | 13 de marzo de 1988      | Miami         | Dura          | Gabriela Sabatini | Gigi Fernández Zina Garrison             | 7–6(6), 6–3      |
| 8.  | 20 de junio de 1988      | Wimblebon     | Hierba        | Gabriela Sabatini | Larisa Savchenko Neiland Natasha Zvereva | 6–3, 1–6, 12-10  |
| 9.  | 14 de agosto de 1989     | Nueva Jersey  | Dura          | Pam Shriver       | Louise Allen Laura Arraya                | 6–2, 6–4         |
| 10. | 27 de abril de 1992      | Hamburgo      | Tierra batida | Rennae Stubbs     | Manon Bollegraf Arantxa Sánchez Vicario  | 4–6, 6–3, 6–4    |
| 11. | 26 de abril de 1993      | Hamburgo      | Tierra batida | Rennae Stubbs     | Larisa Savchenko Neiland Jana Novotná    | 6–4, 7–6(5)      |

#### Finalista (7)
| Leyenda                   |
| ------------------------- |
| Tier I (0)                |
| Tier II (0)               |
| Tier III (0)              |
| Tier IV (0)               |
| VS (4)                    |
| Grand Slam (3)            |
| WTA Tour Championship (0) |

| N.º | Fecha                   | Torneo        | Superficie    | Pareja            | Oponentes en la final                    | Resultado           |
| --- | ----------------------- | ------------- | ------------- | ----------------- | ---------------------------------------- | ------------------- |
| 1.  | 20 de mayo de 1985      | Berlín        | Tierra batida | Catherine Tanvier | Claudia Kohde-Kilsch Helena Suková       | 6–4, 6–1            |
| 2.  | 13 de abril de 1986     | Charleston    | Tierra batida | Catherine Tanvier | Chris Evert Anne White                   | 6–3, 6–3            |
| 3.  | 9 de junio de 1986      | Roland Garros | Tierra batida | Gabriela Sabatini | Martina Navratilova Andrea Temesvári     | 6–1, 6–2            |
| 4.  | 24 de agosto de 1986    | Nueva Jersey  | Dura          | Helena Suková     | Betsy Nagelsen Elizabeth Smylie          | 7–6(4), 6–3         |
| 5.  | 16 de noviembre de 1986 | Chicago       | Dura          | Gabriela Sabatini | Claudia Kohde-Kilsch Helena Suková       | 6–7(5), 7–6(5), 6–3 |
| 6.  | 6 de junio de 1987      | Roland Garros | Tierra batida | Gabriela Sabatini | Martina Navratilova Pam Shriver          | 6–2, 6–1            |
| 7.  | 11 de junio de 1989     | Roland Garros | Tierra batida | Gabriela Sabatini | Larisa Savchenko Neiland Natasha Zvereva | 6–4, 6–4            |

## Clasificación histórica
| Torneo                 | 1982  | 1983  | 1984  | 1985  | 1986  | 1987  | 1988  | 1989  | 1990  | 1991  | 1992  | 1993  | 1994  | 1995  | 1996  | 1997  | 1998  | 1999  | Participaciones | Ganados-Perdidos |
| ---------------------- | ----- | ----- | ----- | ----- | ----- | ----- | ----- | ----- | ----- | ----- | ----- | ----- | ----- | ----- | ----- | ----- | ----- | ----- | --------------- | ---------------- |
| Grand Slam             |       |       |       |       |       |       |       |       |       |       |       |       |       |       |       |       |       |       |                 |                  |
| Abierto de Australia   | A     | 1R    | 3R    | A     | No    | A     | G     | G     | G     | CF    | A     | F     | G     | A     | A     | 4R    | A     | QF    | 4 / 10          | 47–6             |
| Roland Garros          | A     | 2R    | 3R    | 4R    | CF    | G     | G     | F     | F     | SF    | F     | G     | SF    | G     | G     | CF    | A     | G     | 6 / 16          | 87–10            |
| Wimbledon              | A     | RP    | 4R    | 4R    | A     | F     | G     | G     | SF    | G     | G     | G     | 1R    | G     | G     | A     | 3R    | F     | 7 / 15          | 75–8             |
| US Open                | A     | RP    | 1R    | SF    | SF    | F     | G     | G     | F     | SF    | CF    | G     | F     | G     | G     | A     | 4R    | A     | 5 / 15          | 73–10            |
| Participaciones        | 0 / 0 | 0 / 4 | 0 / 4 | 0 / 3 | 0 / 2 | 1 / 3 | 4 / 4 | 3 / 4 | 1 / 4 | 1 / 4 | 1 / 3 | 3 / 4 | 1 / 4 | 3 / 3 | 3 / 3 | 0 / 2 | 0 / 2 | 1 / 3 | 22 / 56         | N/A              |
| Ganados-Perdidos       | 0–0   | 5–4   | 7–4   | 11–3  | 9–2   | 19–2  | 28–0  | 27–1  | 24–3  | 21–3  | 17–2  | 26–1  | 18–3  | 21–0  | 21–0  | 7–2   | 5–2   | 17–2  | N/A             | 282–34           |
| Torneos Finales de año |       |       |       |       |       |       |       |       |       |       |       |       |       |       |       |       |       |       |                 |                  |
| WTA Tour Championships | A     | A     | A     | A     | F     | G     | SF    | G     | SF    | CF    | 4R    | G     | CF    | G     | G     | A     | SF    | A     | 5 / 12          | 31–7             |
| Juegos olímpicos       |       |       |       |       |       |       |       |       |       |       |       |       |       |       |       |       |       |       |                 |                  |
| Juegos Olímpicos       | NC    | NC    | G     | NC    | NC    | NC    | G     | NC    | NC    | NC    | F     | NC    | NC    | NC    | A     | NC    | NC    | NC    | 2 / 3           | 15–1             |
| Torneos WTA Tier I     |       |       |       |       |       |       |       |       |       |       |       |       |       |       |       |       |       |       |                 |                  |
| Berlín                 | NT    | NT    | NT    | NT    | NT    | NT    | G     | G     | F     | G     | G     | G     | G     | A     | G     | CF    | A     | CF    | 7 / 10          | 43–3             |
| Miami                  | NC    | NC    | NC    | NT    | NT    | NT    | G     | A     | A     | SF    | SF    | F     | G     | G     | G     | A     | A     | SF    | 4 / 8           | 41–4             |
| Toronto/Montreal       | NT    | NT    | NT    | NT    | NT    | NT    | NT    | NT    | G     | A     | A     | G     | F     | 2R    | A     | A     | 3R    | A     | 2 / 5           | 15–3             |
| Charleston             | NT    | NT    | NT    | NT    | NT    | NT    | NT    | NT    | A     | A     | A     | G     | A     | A     | A     | A     | A     | A     | 1 / 1           | 5–0              |
| Boca Raton             | NT    | NT    | NT    | NT    | NT    | NT    | NT    | NT    | NT    | F     | G     | NT    | NT    | NT    | NT    | NT    | NT    | NT    | 1 / 2           | 8–1              |
| Filadelfia             | NT    | NT    | NT    | NT    | NT    | NT    | NT    | NT    | NT    | NT    | NT    | F     | A     | G     | NT    | NT    | NT    | NT    | 1 / 2           | 8–1              |
| Indian Wells           | NC    | NC    | NC    | NC    | NC    | NC    | NC    | NT    | NT    | NT    | NT    | NT    | NT    | NT    | G     | A     | SF    | F     | 1 / 3           | 12–2             |
| Tokio                  | NC    | NC    | NT    | NT    | NT    | NT    | NT    | NT    | NT    | NT    | NT    | SF    | G     | A     | A     | F     | A     | CF    | 1 / 4           | 13–2             |
| Roma                   | NT    | NT    | NT    | NT    | NT    | NT    | NT    | NT    | A     | A     | A     | A     | A     | A     | CF    | A     | A     | A     | 0 / 1           | 2–1              |
| Moscú                  | NC    | NC    | NC    | NC    | NC    | NC    | NC    | NC    | NC    | NC    | NC    | NC    | NC    | NC    | NT    | A     | A     | A     | 0 / 0           | 0–0              |
| Zúrich                 | NC    | NC    | NT    | NT    | NT    | NT    | NT    | NT    | NT    | NT    | NT    | A     | A     | A     | A     | A     | A     | A     | 0 / 0           | 0–0              |
| Chicago                | NT    | NT    | NT    | NT    | NT    | NT    | NT    | NT    | A     | NT    | NT    | NT    | NT    | NT    | NT    | NT    | NC    | NC    | 0 / 0           | 0–0              |
| Estadísticas           |       |       |       |       |       |       |       |       |       |       |       |       |       |       |       |       |       |       |                 |                  |
| Torneos                | 1     | 15    | 14    | 13    | 14    | 13    | 14    | 16    | 15    | 15    | 15    | 15    | 13    | 11    | 11    | 5     | 13    | 10    | N/A             | 223              |
| Finales                | 0     | 0     | 1     | 3     | 11    | 13    | 12    | 16    | 13    | 9     | 11    | 14    | 10    | 9     | 8     | 2     | 3     | 3     | N/A             | 138              |
| Torneos ganados        | 0     | 0     | 0     | 0     | 8     | 11    | 11    | 14    | 10    | 7     | 8     | 10    | 7     | 9     | 7     | 1     | 3     | 1     | N/A             | 107              |
| Dura                   | 0–0   | 4–4   | 5–4   | 23–8  | 39–5  | 36–1  | 45–2  | 56–0  | 47–2  | 39–6  | 34–4  | 48–4  | 44–3  | 29–2  | 31–3  | 6–1   | 27–7  | 18–7  | N/A             | 531–63           |
| Tierra batida          | 0–1   | 14–7  | 7–6   | 14–4  | 24–1  | 32–0  | 20–1  | 23–2  | 20–2  | 19–2  | 30–3  | 21–2  | 14–2  | 11–0  | 16–1  | 10–2  | 0–0   | 9–1   | N/A             | 284–37           |
| Hierba                 | 0–0   | 3–4   | 7–4   | 3–1   | 0–0   | 6–1   | 7–0   | 7–0   | 5–1   | 7–0   | 7–0   | 7–0   | 0–1   | 7–0   | 7–0   | 0–0   | 6–2   | 6–1   | N/A             | 85–15            |
| Ganados-Perdidos       | 0–1   | 21–15 | 19–14 | 40–13 | 63–6  | 74–2  | 72–3  | 86–2  | 72–5  | 65–8  | 71–7  | 76–6  | 58–6  | 47–2  | 54–4  | 16–3  | 33–9  | 33–9  | N/A             | 900–115          |
| Ganados %              | 0%    | 58%   | 58%   | 75%   | 91%   | 97%   | 96%   | 98%   | 94%   | 89%   | 91%   | 93%   | 91%   | 96%   | 93%   | 84%   | 79%   | 79%   | N/A             | 89%              |
| Ranking                | 124   | 98    | 22    | 6     | 3     | 1     | 1     | 1     | 1     | 2     | 2     | 1     | 1     | 1     | 1     | 28    | 9     | 3     | N/A             | N/A              |

- RP = Perder en las rondas previas clasificatorias del torneo.
- A = Ausente, no participó en el torneo.
- NC = No celebrado
- NT = Torneo no considerado de categoría Tier I
- (1) Nota: El tenis no fue considerado deporte olímpico en 1984.